# Crossosomataceae
Crossosomataceae — родина рослин, що складається з чотирьох родів чагарників, які зустрічаються лише в сухих частинах південного заходу Америки та Мексики. Ця родина включала до десяти видів у минулому, хоча станом на 2021 рік все ще визнано шість видів. Crossosoma — це кущоподібні рослини, висота яких може варіюватися від 50 см до 5 метрів, з невеликими черговими листками, які оточують стебло, або листям, зібраними в невеликі пучки. Apacheria, однак, має супротивне листя. Crossosoma зазвичай має білі квіти, які зазвичай двостатеві та мають 5 пелюсток, прикріплених до нектарника, але у Velascoa квіти дзвінчасті та мають надзвичайно зменшений нектарник.